# Plante psychotrope

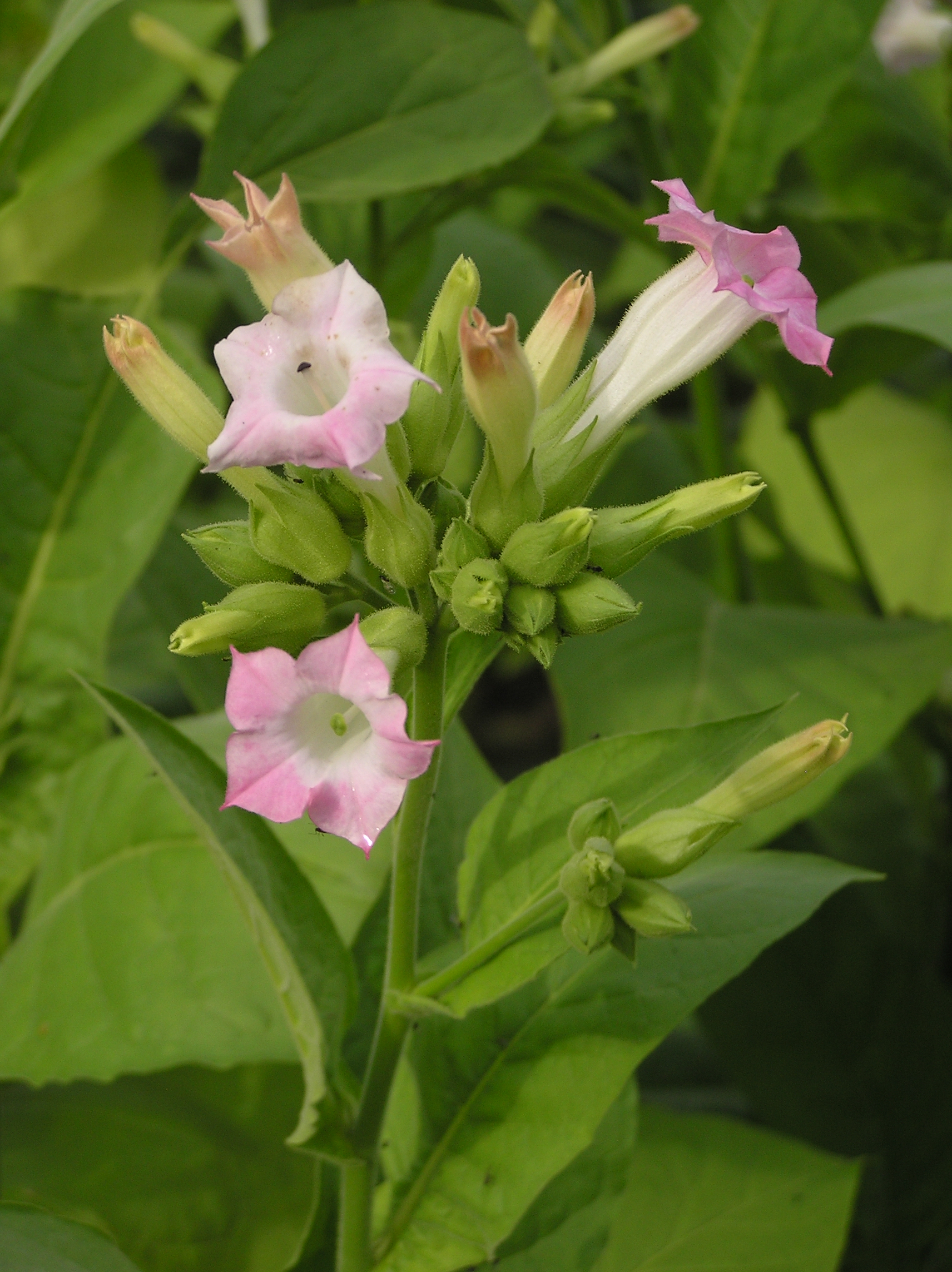
Le tabac (Nicotiana tabacum) est un exemple de plante psychotrope. Son constituant actif est la nicotine.

On utilise généralement le terme de plante psychotrope, plante hallucinogène, ou plante de vision, pour décrire des plantes produisant des changements dans les domaines de la pensée, de la perception et/ou de l'humeur chez ceux qui les utilisent.
Ces termes servent généralement à décrire les mêmes plantes mais changent selon le contexte, le terme de plante de vision sera utilisé pour désigner ces plantes dans le contexte du chamanisme à l'inverse les termes de plante psychotrope ou hallucinogène seront utilisés par la pharmacologie.
Ces plantes inhibent l'hémisphère cérébral gauche où siègent les fonctions épi-critiques et la rationalité et activent l'intuition, fonction de l'hémisphère cérébral droit.

## Historique
L'usage des plantes psychotropes remonte à l'aube de l'humanité et elles ont toujours tenu une place importante dans l'idéologie et la pratique religieuse sur l'ensemble de la surface de la planète.
D'après les travaux de Robert Gordon Wasson et de W. La Barre, l'usage des plantes psychotropes remonte à au moins 15 000 ou 20 000 ans avant notre ère et à au moins 100 000 ans (première sépulture connue) pour Peter T. Furst qui considère comme nécessairement contemporaines la pratique du chamanisme et la ritualisation de la mort.

## Chimie
Les principes actifs de ces plantes peuvent être regroupés en deux groupes : 
- les constituants azotés : principalement des alcaloïdes dont l'immense majorité sont des dérivés d'un acide aminé indolique, le tryptophane. ( Voir l'article détaillé alcaloïde )
- les constituants non azotés : 
  - dibenzopyranes ;
  - phénylpropènes ;
  - plus rarement des catéchols ;
  - plus rarement des alcools.

Ces principes actifs sont contenus en concentration variable dans la plupart des parties de la plante. En général, l'usage rituel privilégie une partie spécifique de la plante (variable selon les espèces).

## Usage rituel
Dans le contexte du chamanisme, l'usage de ces plantes vise à la transe (état de conscience modifié) et ces plantes ne sont alors qu'un élément appartenant à un rituel global incluant un cérémoniel précis fait notamment de diètes, de techniques rythmiques, etc. Dans ce contexte, ces plantes sont considérées comme enthéogènes.
Ces plantes sont pour la plupart amères (présence d'alcaloïdes) et désagréables à la consommation, quand elles ne provoquent pas la nausée, ce qui exclut une utilisation récréative.
Beaucoup d'entre elles nécessitent une préparation préalable à la consommation.
Il y a malgré tout des dangers. Toute opération de modification de la conscience nécessite un contexte précis, un but précis, c'est-à-dire une intentionnalité claire. Il est bon qu'un guide-assistant soit présent et aide, le cas échéant, à revenir, sain, sauf, enrichi de ces visions.